# Ruta Estatal de California 225
La Ruta Estatal de California 225, abreviada SR 225 (en inglés: California State Route 225) es una carretera estatal estadounidense ubicada en el estado de California. La carretera inicia en el Oeste desde la SR 1  , US 101   en Santa Bárbara en sentido Este hasta finalizar en la SR 1  , US 101   en Santa Bárbara. La carretera tiene una longitud de 7,5 km (4.643 mi).

## Mantenimiento
Al igual que las autopistas interestatales, y las rutas federales y el resto de carreteras estatales, la Ruta Estatal de California 225 es administrada y mantenida por el Departamento de Transporte de California por sus siglas en inglés Caltrans.